# バサラブ2世
バサラブ2世（Basarab II）は、1442年から1443年までワラキアを治めた君主で、バサラブ朝ダネシュティ家のダン2世の息子である。バサラブ2世の統治期間はワラキアの混乱の時代であり、ドラクレシュティ家のヴラド2世とミルチャ2世の親子による治世の間に位置する。在位期間は非常に短かったが、この時代には最も強い者だけが長い期間統治を行える時代であった。1442年8月に公位に就き、翌1443年秋にヴラド2世によって追放された。

## 生涯
この期間、オスマン帝国の力は毎年強くなっており、ワラキアの独立にとって継続的な脅威となってきた。ワラキアを治める者は誰でも、オスマン帝国に対処するだけではなく、自国民の間の内部衝突にも対処しなければならなかった。統治者は、オスマン帝国の侵略に対して強力な同盟国となりうるハンガリー王国との良好な関係を何とか維持し、また一方でオスマン帝国自体とも少なくとも半同盟関係を維持した。
1442年、ハンガリーのフニャディ・ヤーノシュがオスマン帝国を破り、バサラブ2世を公位に就けてヴラド2世とその家族を追放した。しかし翌年、ヴラド2世は新しく結んだ条約を元にオスマン帝国の支援を得て公位を奪還した。その条約では、毎年の朝貢を行うとともに、ワラキア軍の訓練を受けさせるために毎年ワラキアの少年を送ることとされていた。さらに忠誠心を見せるために、彼は2人の息子ヴラド3世とラドゥ3世を人質としてスルタンに送った。このうち兄のヴラドは、ブラム・ストーカーに『吸血鬼ドラキュラ』の着想を与えた人物である。バサラブ2世はヴラド2世に殺害されなかったが、ヴラド3世の2度目の治世の際に、生きたまま埋められた。